# Michael C. Williams

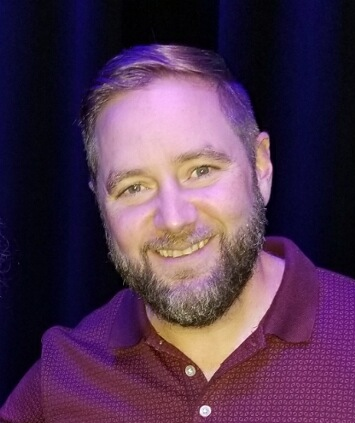
Michael C. Williams

Michael C. Williams (25 de julho de 1973) é um ator americano. É mais conhecido por seu papel no filme The Blair Witch Project.